# 杨东奇
杨东奇（1962年9月—），男，汉族，黑龙江甘南人。中华人民共和国政治人物。1984年12月加入中国共产党，1985年7月参加工作。
哈尔滨船舶工程学院（现哈尔滨工程大学）机械工程系金属材料专业毕业，哈尔滨工程大学经济管理学院管理科学与工程专业在职研究生学历，管理学博士，教授。现任山东省人大常委会党组书记、副主任。

## 经历
历任哈尔滨工程大学副校长，中共黑龙江省委组织部副部长，大兴安岭地委副书记、行署专员，林管局局长，省委副秘书长、办公厅主任，秘书长等职务。2012年4月升任中共黑龙江省委常委。2013年12月，转任黑龙江省政法委书记。
2016年3月，调任中共山东省委常委、组织部部长。2018年8月2日，升任中共山东省委副书记。
2018年10月25日，中华全国总工会第十七届执行委员会召开第一次全体会议，选举全总十七届执委会主席、副主席和主席团委员，他当选为全总主席团委员。
2022年1月27日，当选山东省人大常委会副主任。2022年2月7日，出任山东省人大常委会党组书记。2022年6月1日，正式卸任中共山东省委副书记一职。